# Karin Reschke
Karin Reschke (* 17. September 1940 in Krakau) ist eine deutsche Schriftstellerin.

## Leben
Karin Reschke, deren Eltern beide Schauspieler waren, wuchs ab 1944 in Berlin auf. Nach dem Abitur studierte sie von 1960 bis 1964 in München Germanistik. 1962 wirkte sie als Schauspielerin in einer kleinen Nebenrolle – „Elke Liebenau“ – in der hessischen Fernsehserie Die Familie Hesselbach mit, 1964 spielte sie die „Tochter Babette Clausen“ in der ersten Staffel der Fernsehserie Mode-Cocktail des neu gegründeten Senders ZDF. 1965 kehrte sie nach Berlin zurück. Von 1972 bis 1974 war sie Volontärin beim Sender Freies Berlin. Anschließend arbeitete sie bis 1978 an einer Literaturzeitschrift der Universität Konstanz mit und schrieb gleichzeitig Kritiken für die Zeitschrift konkret. Ab 1978 war sie als Mitarbeiterin im Fachbereich Politikwissenschaft der Freien Universität Berlin und Redakteurin der sozialwissenschaftlichen Zeitschrift Leviathan tätig. Seit 1984 lebt sie als freie Schriftstellerin in Berlin.
Im Mittelpunkt von Karin Reschkes Romanen und Erzählungen stehen häufig die Schicksale und Entwicklung von – teils historischen – Frauengestalten aus Vergangenheit und Gegenwart.
Karin Reschke, die von 1978 bis 1988 dem Verband Deutscher Schriftsteller angehörte und seit 1983 Mitglied des PEN-Zentrums der Bundesrepublik Deutschland ist, erhielt 1982 den FAZ-Preis für Literatur. 1995 wurde sie mit dem Bettina-von-Arnim-Preis ausgezeichnet, 1998 wurde ihr der Sonderpreis des Kulturpreises Schlesien des Landes Niedersachsen verliehen.

## Werke
- Memoiren eines Kindes. Rotbuch Verlag, Berlin 1980, ISBN 3880222282
- Verfolgte des Glücks. Findebuch der Henriette Vogel. Rotbuch Verlag, Berlin 1982, ISBN 3-88022-266-5.
- Dieser Tage über Nacht. Rotbuch Verlag, Berlin 1984, ISBN 978-3-88022-294-6
- Margarete. Rotbuch Verlag, Berlin 1987, ISBN 978-3-88022-325-7
- Tribunal im askanischen Hof (zusammen mit Ursula Krechel und Gisela von Wysocki). Literaturhaus Berlin, Berlin 1989, ISBN 978-3-926433-02-2
- Das Lachen im Wald. Hoffmann und Campe Verlag, Hamburg 1993, ISBN 978-3-455-06244-1
- Asphaltvenus: Toscas Groschenroman. Hoffmann und Campe Verlag, Hamburg 1994, ISBN 3455062458
- Kuschelfisch. Hoffmann und Campe Verlag, Hamburg 1996, ISBN 978-3-455-06247-2
- Birnbaums Bilder. Schöffling, Frankfurt am Main 1998, ISBN 978-3-89561-210-7
- Von Schleswig nach Holstein. Skizzen vom Ostseestrand. Schöffling Verlag, Frankfurt am Main 1999, ISBN 3895615684
- Spielende. Ullstein Verlag, Berlin 2000, ISBN 978-3-89834-023-6
- Kalter Hund. Weissbooks.w, Frankfurt am Main 2009, ISBN 9783940888372
- Trümmerland Kinderland. PalmArtPress, Berlin 2020, ISBN 978-3-96258-042-1
- Alles im Lot. PalmArtPress, Berlin 2021, ISBN 978-3-96258-097-1

## Herausgeberschaft
- Texte zum Anfassen. Frauenbuchverlag, München 1978, ISBN 3-921040-85-X.